# Lieven Van de Velde

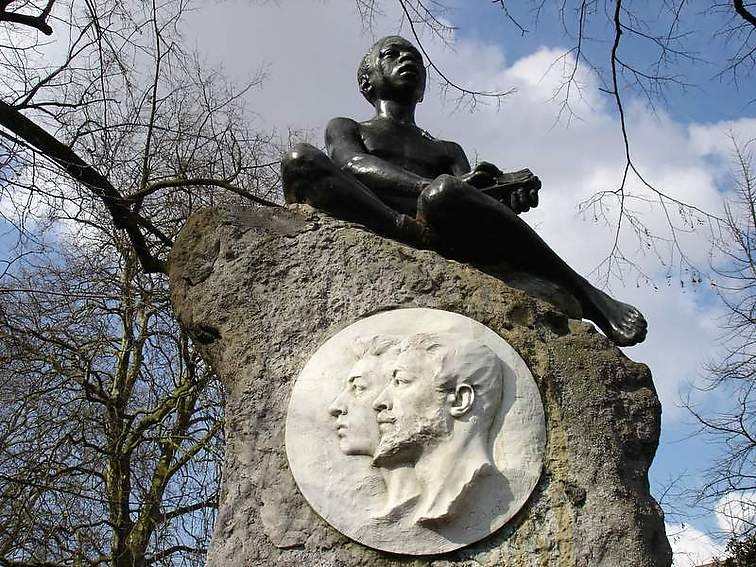
Lieven van de Velde en zijn broer Jozef met de jonge Sakala.

Lieven Van de Velde (1850 - Leopoldstad, 7 februari 1888) was een Belgisch pionier uit Gent.
Vanaf 1882 exploreerde hij, samen met de Duitser Eduard Pechuel-Loesche (1840-1913) en de Brit Grant Elliott, delen van Congo. In het spoor van Henry Morton Stanley sloot hij "verdragen" af met stamhoofden om de Onafhankelijke Congostaat te vestigen.
In 1885 nam hij de zoon van een Congolese chef mee naar België, die daardoor waarschijnlijk de eerste Congolees was die in België was. Deze jongen, Sakala, was op dat moment twaalf jaar. Hij liep school aan de Ledeganck en vergezelde Van de Velde op propagandistische lezingen. In oktober 1887 keerden ze samen terug naar Congo. Van de Velde zou er kapitein worden in Stanley Falls, maar hij overleed enkele weken na aankomst.
In het Gentse Citadelpark bevindt zich het monument voor Lieven van de Velde en zijn broer Jozef (1855-1882 - die eveneens pionier in Congo was en daar stierf). Het betreft een kunstmatig rotsblok met daarop een plakkaat met de hoofden van de beide broers. Boven op de rots is een beeldje van de jonge Sakala geplaatst, waardoor het monument de bijnaam "'t Moorke" heeft gekregen.
In Gent werd een straat naar hen genoemd, de Gebroeders Vandeveldestraat vormt de verbinding van de Recollettenlei met de Oude Houtlei.